# Saussurea pygmaea
La saussurea monocefala (Saussurea pygmaea (Jacq.) Sprengel, 1826) è una pianta erbacea angiosperma dicotiledone delle zone alpine, appartenente alla famiglia delle Asteraceae.

## Etimologia
Il nome generico (Saussurrea) deriva da quello dello scienziato ginevrino Horace-Bénédict De Saussure (1740 – 1799), naturalista e alpinista, professore presso l'Accademia di Ginevra, che fu il promotore della prima salita al Monte Bianco nel 1786, e da quello del figlio Théodore de Saussure. L'epiteto specifico (pygmaea) è relativo al minuto portamento di questa specie. Mentre il nome comune (monocefala) fa riferimento alla sua infiorescenza formata a un solo capolino.
Il binomio scientifico attualmente accettato è stato definito inizialmente dal medico, chimico e botanico tedesco Nikolaus Joseph von Jacquin (Leida, 16 febbraio 1727 – Vienna, 26 ottobre 1817) e successivamente perfezionato dal botanico tedesco Kurt Polykarp Joachim Sprengel (Boldekow, 3 agosto 1776 – Halle, 15 marzo 1833) nella pubblicazione ”Systema vegetabilium. Editio decima sexta. Gottingae” del 1826.

## Descrizione

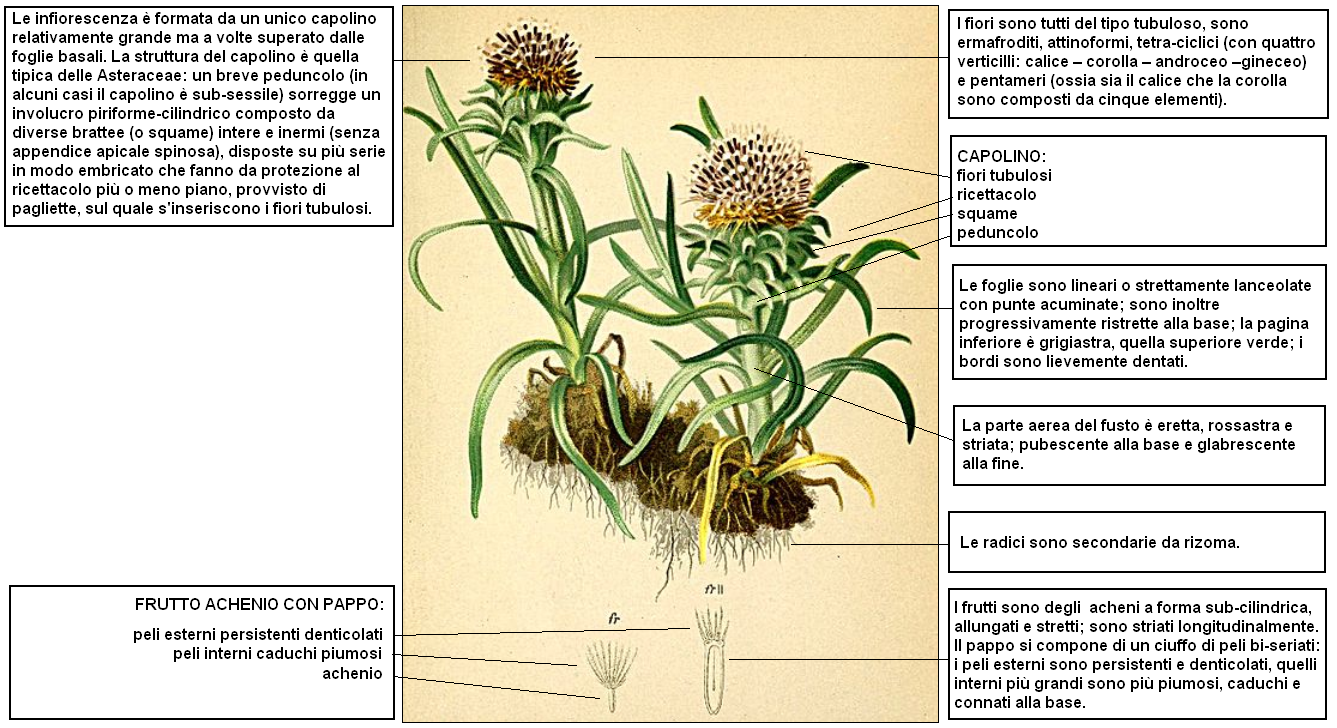
Descrizione delle parti della pianta

L'aspetto di queste piante è erbaceo lievemente cespuglioso con piccole dimensioni (da 2 a 15 cm – massimo 20 cm). La forma biologica della specie è emicriptofita rosulata (H ros); ossia sono piante perenni, con gemme svernanti al livello del suolo e protette dalla lettiera o dalla neve e con le foglie disposte a formare una rosetta basale. L'indumento è irsuto.

### Radici
Le radici sono secondarie da rizoma.

### Fusto
- Parte ipogea: la parte sotterranea è un rizoma a portamento orizzontale.
- Parte epigea: la parte aerea del fusto è eretta, rossastra e striata; pubescente alla base e glabrescente alla fine.

### Foglie
Le foglie sono lineari o strettamente lanceolate con punte acuminate; sono inoltre progressivamente ristrette alla base; la pagina inferiore è grigiastra, quella superiore verde; i bordi sono lievemente dentati. Dimensione delle foglie: larghezza 3 – 8 mm; 30 – 70 mm.

### Infiorescenza
La infiorescenza è formata da un unico capolino relativamente grande ma a volte superato dalle foglie basali. La struttura del capolino è quella tipica delle Asteraceae: un breve peduncolo (in alcuni casi il capolino è sub-sessile) sorregge un involucro piriforme-cilindrico composto da diverse brattee (o squame) intere e inermi (senza appendice apicale spinosa), disposte su più serie in modo embricato che fanno da protezione al ricettacolo più o meno piano, provvisto di pagliette, sul quale s'inseriscono i fiori tubulosi. Dimensione del capolino: larghezza 2 – 3 cm; 3 – 4 cm. 

### Fiore
I fiori sono tutti del tipo tubuloso (il tipo ligulato, i fiori del raggio, presente nella maggioranza delle Asteraceae,  qui è assente), sono ermafroditi, attinoformi, tetra-ciclici (con quattro verticilli: calice – corolla – androceo – gineceo) e pentameri (ossia sia il calice che la corolla sono composti da cinque elementi).
- Formula fiorale:

- /x K {\displaystyle \infty }, [C (5), A (5)], G 2 (infero), achenio

- Calice: i sepali del calice sono ridotti ad una coroncina di squame.
- Corolla: la corolla ha una forma cilindrica regolare (tubolare) terminante con 5 profondi lobi; il colore è roseo.
- Androceo: gli stami sono 5 con filamenti liberi e glabri; le antere sono saldate fra di loro e formano un manicotto circondante lo stilo. Le appendici delle antere sono lanceolate (alla base sono presenti due sottili ciglia lanose).[4]
- Gineceo: l'ovario è infero e uniloculare formato da 2 carpelli; lo stilo è unico con uno stimma terminale lungamente bifido e glabro (è presente solamente un anello di peli sotto la ramificazione dello stilo). La superficie stigmatica è localizzata nella parte interna dello stilo.[14] Il colore dello stilo è violetto.
- Fioritura: da luglio a agosto (settembre a quote più basse).

### Frutti
I frutti sono degli acheni a forma sub-cilindrica, allungati e stretti; sono striati longitudinalmente. Il pappo si compone di un ciuffo di peli bi-seriati: i peli esterni sono persistenti e denticolati, quelli interni più grandi sono più piumosi, caduchi e connati alla base.

## Biologia
- Impollinazione: l'impollinazione avviene tramite insetti (impollinazione entomogama).
- Riproduzione: la fecondazione avviene fondamentalmente tramite l'impollinazione dei fiori (vedi sopra).
- Dispersione: i semi cadendo a terra (dopo essere stati trasportati per alcuni metri dal vento per merito del pappo – disseminazione anemocora) sono successivamente dispersi soprattutto da insetti tipo formiche (disseminazione mirmecoria).

## Distribuzione e habitat

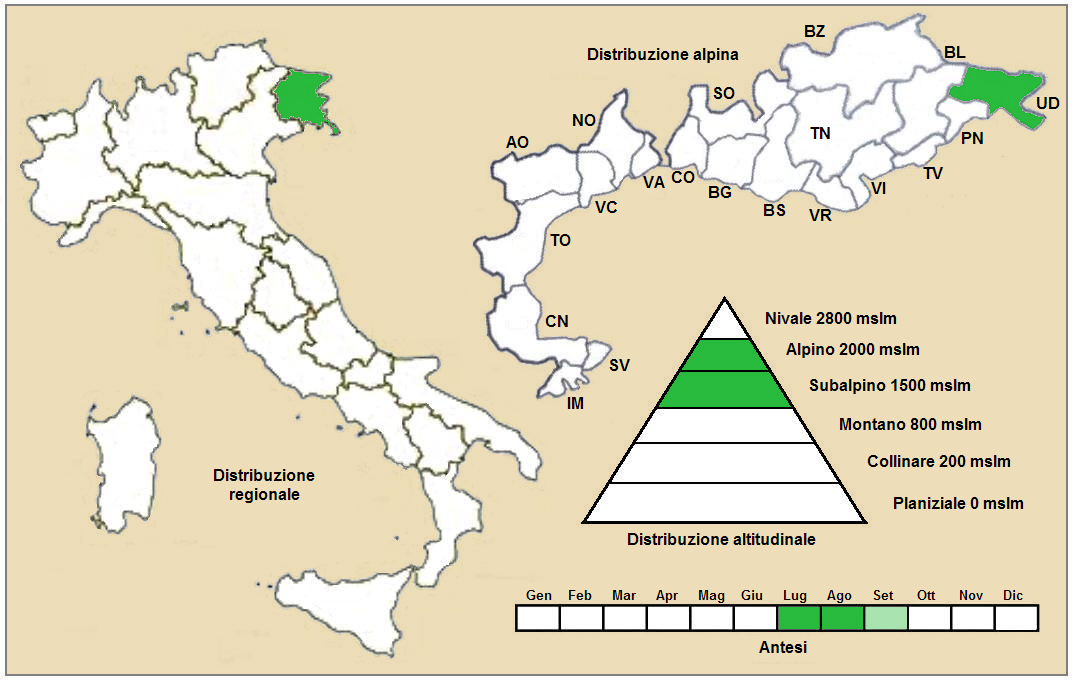
Distribuzione della pianta
(Distribuzione regionale – Distribuzione alpina)

- Geoelemento: il tipo corologico (area di origine) è Endemico / Est-Alpico / Carpatico.
- Distribuzione: è una specie rarissima e si trova solamente in Carnia e nelle Alpi Giulie. Oltre confine, sempre nelle Alpi, si trova in Austria (Länder del Tirolo Settentrionale, Salisburgo, Carinzia, Stiria, Austria Superiore, Austria Inferiore) e Slovenia. È presente anche nei monti Carpazi.[17]
- Habitat: l'habitat tipico sono i ghiaioni consolidati e le rupi calcaree; ma anche le praterie rase subalpine e alpine. Il substrato preferito è calcareo con pH basico, bassi valori nutrizionali del terreno che deve essere secco.
- Distribuzione altitudinale: sui rilievi queste piante si possono trovare da 2.000 fino a 2.500 m s.l.m.; frequentano quindi i seguenti piani vegetazionali: subalpino e alpino.

### Fitosociologia

#### Areale alpino
Dal punto di vista fitosociologico alpino la specie di questa scheda appartiene alla seguente comunità vegetale:
Formazione: comunità delle praterie rase dei piani subalpino e alpino con dominanza di emicriptofite
Classe: Elyno-Seslerietea variae.
Ordine: Seslerietalia variae.
Alleanza: Seslerion variae.

#### Areale italiano
Per l'areale completo italiano Saussurea pygmaea appartiene alla seguente comunità vegetale:
Macrotipologia: vegetazione sopraforestale criofila e dei suoli crioturbati 
Classe: Festuco-Seslerietea Barbéro-Bonin, 1969
Ordine: Seslerietalia caeruleae Br.-Bl. in Br.-Bl. & Jenny, 1926
Alleanza: Caricion firmae Gams, 1936
Descrizione. L'alleanza Caricion firmae è relativa alle praterie pioniere subalpino-alpine, su substrato calcareo e dolomitico, posizionate in forre e vallate fresche. Distribuzione: Alpi sud-orientali. Questa cenosi appartiene alle categorie di comunità ricche di specie emicriptofite, camefite e nanofanerofite con abbondante presenza anche di muschi e licheni.
Specie presenti nell'associazione: Carex firma, Dryas octopetala, Androsace chamaejasme, Chamorchis alpina, Crepis jacquinii, Helianthemum oelandicum, Minuartia verna, Pedicularis rosea, Saussurea pygmaea, Saxifraga caesia e Saxifraga mutata.

## Tassonomia
La famiglia di appartenenza di questa voce (Asteraceae o Compositae, nomen conservandum) probabilmente originaria del Sud America, è la più numerosa del mondo vegetale, comprende oltre 23.000 specie distribuite su 1.535 generi, oppure 22.750 specie e 1.530 generi secondo altre fonti (una delle checklist più aggiornata elenca fino a 1.679 generi). La famiglia attualmente (2021) è divisa in 16 sottofamiglie.
La tribù Cardueae (della sottofamiglia Carduoideae) a sua volta è suddivisa in 12 sottotribù (la sottotribù Saussureinae è una di queste).
Il basionimo per questa specie è: Carduus pygmaeus Jeacq., 1762

### Filogenesi
Le specie di questo genere in precedenti trattamenti erano descritte all'interno del gruppo informale (provvisorio da un punto di vista tassonomico) "Jurinea-Saussurea Group". In questo gruppo erano descritti principalmente quattro generi: Dolomiaea, Jurinea, Polytaxis e Saussurea. In seguito ad ulteriori ricerche e analisi di tipo filogenetico, allorquando il gruppo ha acquisito la sua denominazione definitiva di sottotribù, si sono aggiunti altri nuovi generi.
Il genere Saussurea ha una distribuzione molto ampia (Europa, Asia e America) ma sempre in regioni montuose di tipo alpino. Comprende diverse centinaia di specie di cui 4/5 sono presenti anche nella flora spontanea italiana.  Si distingue dal genere Cirsium in quanto privo di spine e con un pappo formato da 1 - 2 serie di setole.
Il numero cromosomico per questa specie à: 2n = 52.

### Sinonimi
Questa entità ha avuto nel tempo diverse nomenclature. L'elenco seguente indica alcuni tra i sinonimi più frequenti:
- Cirsium pygmaeum  Scop. 
- Cnicus pygmaeus  L. 
- Lagurostemon pygmaeus  (Jacq.) Cass. 
- Lagurostemon pygmaeus var. pygmaeus
- Saussurea monocephala Cass. 

### Specie simili
Le specie del genere Saussurea della flora italiana si distinguono per i seguenti caratteri:
- Saussurea depressa Gren.: la pianta ha un portamento nano; l'infiorescenza è corimbosa.
- Saussurea discolor (Willd.) DC.: le piante sono alte normalmente; l'infiorescenza è corimbosa; le foglie sono densamente niveo-tomentose.
- Saussurea alpina (L.) DC.: le piante sono alte normalmente; l'infiorescenza è corimbosa; le foglie sono più strette e la faccia inferiore è grigia o biancastra.
- Saussurea pygmaea (Jacq.) Sprengel: le piante sono alte normalmente; l'infiorescenza è formata da capolini solitari.

## Altre notizie
La Saussurea pigmea in altre lingue viene chiamata nei seguenti modi:
- (DE)  Zwerg-Alpenscharte
- (FR)  Saussurée naine